# Acfer 091
Acfer 091 — метеорит-хондрит масою 3487 грам. Існує 6 уламків цього метеорита.